# Horbourg-Wihr
Horbourg-Wihr (deutsch Horburg-Weier, elsässisch Horwrig-Wihr) ist eine französische Gemeinde mit 6247 Einwohnern (Stand 1. Januar 2022) im Département Haut-Rhin in der Region Grand Est (bis 2015 Elsass). Sie gehört zum Kanton Colmar-2 im Arrondissement Colmar-Ribeauvillé.
Die Gemeinde liegt etwa drei Kilometer östlich des Stadtzentrums von Colmar, von diesem durch die Ill und die Autoroute A35 (L' Alsacienne) getrennt.

## Geschichte
An der Stelle des ehemaligen spätrömischen Kastells stand im Frühmittelalter die Burg Harburg, später Horburg genannt, von der der Ortsname herrührt. Die Burg soll 1262 vom Besitzer der Burg Egisheim geschleift und in späteren Jahrhunderten mehrmals wieder aufgebaut und zerstört worden sein, bis 1543 Georg von Württemberg-Mömpelgard sie von Grund auf neu errichten ließ. Dessen Sohn Friedrich, späterer Herzog vom Württemberg, ließ sie danach befestigen und mit einem tiefen Graben umgeben. Beatus Rhenanus war davon ausgegangen, dass die Burg auf der Gemarkung der antiken römischen Siedlung Argentovaria steht, und formulierte eine entsprechende in Stein gemeißelte Inschrift für eine Gedenktafel, die über der Tür des Schlosses angebracht wurde. 
Die römische Siedlung scheint sich ziemlich weit ausgedehnt zu haben, denn in dem etwa zwei Kilometer weiter östlich des Ortszentrums von Horburg gelegenen Nachbarort Wihr-en-Plaine (deutsch Weier auf’m Land, elsässisch Wihr uf em Land) wurden Überbleibsel eines römischen Bades und verschiedene lateinische Inschriften gefunden. Während des Dreißigjährigen Kriegs eroberten 1632 die Schweden das Schloss und schlugen darin ihr Hauptquartier auf; Gustaf Horn musste darin die Übergabe der Stadt Colmar unterzeichnen. 1675 zerstörten die Franzosen das Schloss, um die deutsche Regierung in der Grenzregion zu schwächen. Die Mauern der Schlossruine wurden erst im 18. Jahrhundert völlig abgetragen.  Nur ein Portal ist am heutigen Rathaus noch zu sehen.
Im Mittelalter war Horburg Hauptort der Grafschaft Horburg, die 1324 an die Grafen von Württemberg fiel. Die Grafschaft zählte damit wie die Grafschaft Montbéliard und die Herrschaft Reichenweier zu den linksrheinischen Besitzungen des Hauses. In der Reformationszeit führten die Herzöge von Württemberg die Reformation ein, so dass das Gebiet lutherisch wurde. Zur Grafschaft Horburg gehörten folgende Orte: Algolsheim; Andolsheim; Appenweier; Bischweier; Dürrenenzen; Fortschweier; Horburg; Munzenheim; Sundhofen; Volgelsheim; Wolfgangen.
Seit 1748 befand sich die Grafschaft Horburg unter französischer Oberhoheit und wurde 1793 mit den anderen linksrheinischen Besitzungen an Frankreich abgetreten.
Die Gemeinde entstand am 1. Januar 1973 durch die Fusion der Gemeinden Horbourg und Wihr-en-Plaine.

### Demographie
| Jahr | Einwohner | Anmerkungen |
| ---- | --------- | --- |
| 1821 | 887       | davon 339 Katholiken, 424 Lutheraner (die zum Konsistorium von Andolsheim gehören) und 124 Juden                  |
| 1872 | 1229      | am 1. Dezember, in 189 Häusern; nach anderen Angaben Einwohner                                                    |
| 1880 | 1086      | am 1. Dezember, auf einer Fläche von 432 ha, in 186 Häusern, davon 185 Katholiken, 594 Evangelische und 297 Juden |
| 1885 | 1048      | [ 9 ] |
| 1890 | 1080      | davon 234 Katholiken, 602 Protestanten und 244 Juden                                                              |
| 1900 | 995       | [ 3 ] |
| 1910 | 1134      | [ 11 ] [ 12 ] [ 9 ]                                                                                               |

| Jahr | Einwohner | Anmerkungen |
| ---- | --------- | --- |
| 1821 | 616       | davon 218 Katholiken und 400 Protestanten                                                                          |
| 1872 | 502       | [ 14 ] |
| 1880 | 455       | am 1. Dezember, auf einer Fläche von 489 ha, in 86 Häusern, davon 47 Katholiken und 407 Evangelische (keine Juden) |
| 1885 | 437       | [ 9 ] |
| 1890 | 397       | davon 40 Katholiken und 357 Protestanten                                                                           |
| 1910 | 412       | [ 17 ] [ 18 ] |

| Jahr                       | 1962 | 1968 | 1975 | 1982 | 1990 | 1999 | 2006 | 2018 | 2022 |
| -------------------------- | ---- | ---- | ---- | ---- | ---- | ---- | ---- | ---- | ---- |
| Einwohner                  | 1654 | 2057 | 2720 | 4209 | 4518 | 5060 | 5011 | 6101 | 6247 |
| Quellen: Cassini und INSEE |      |      |      |      |      |      |      |      |      |

## Sehenswürdigkeiten

### Simultankirche
In Wihr-en-Plaine steht die katholisch-lutherische Simultankirche Saint-Michel aus dem 12. Jahrhundert mit Wandmalereien aus dem 16. Jahrhundert.

Kirchen in Horbourg-Wihr
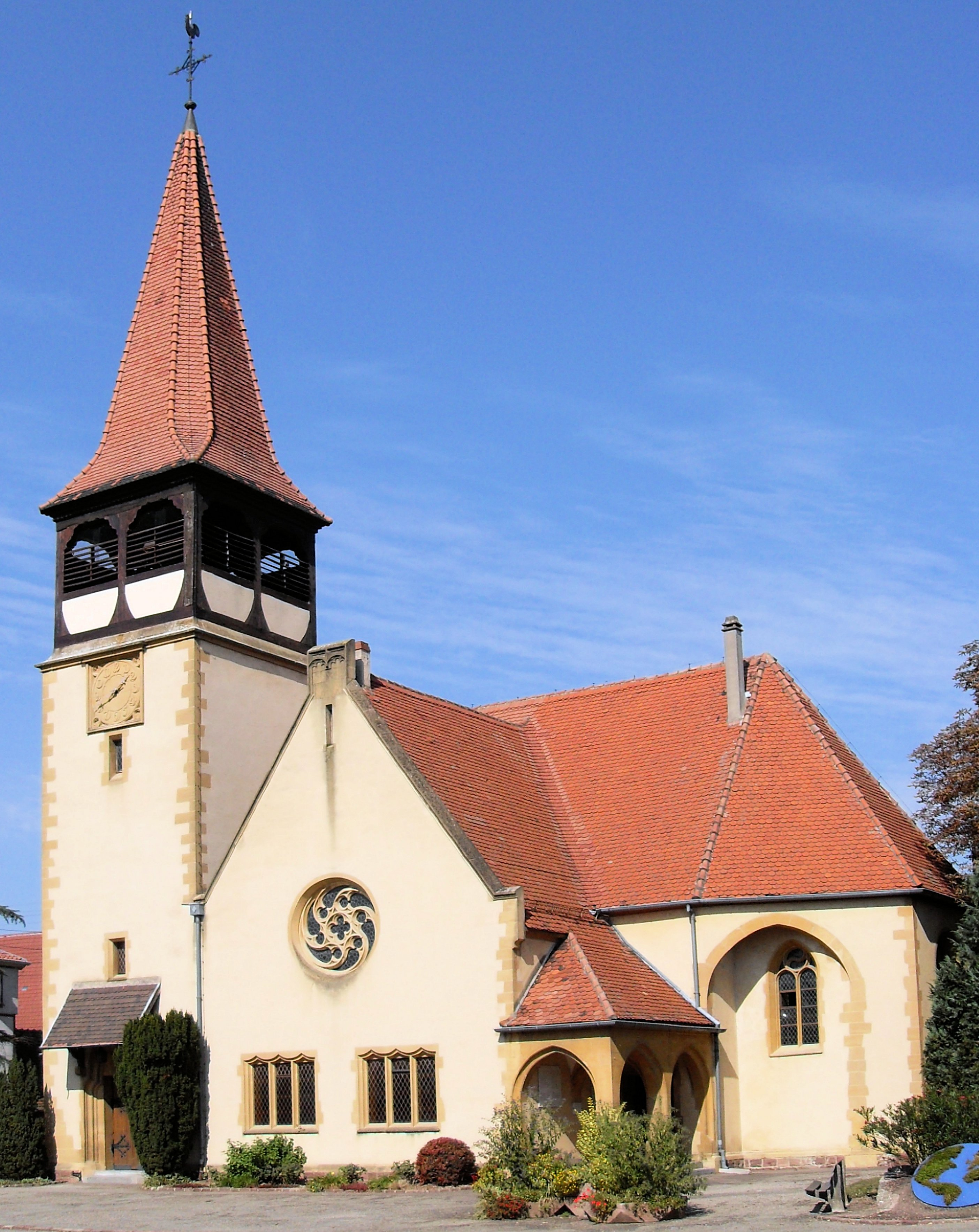
Evangelische Kirche in Horbourg
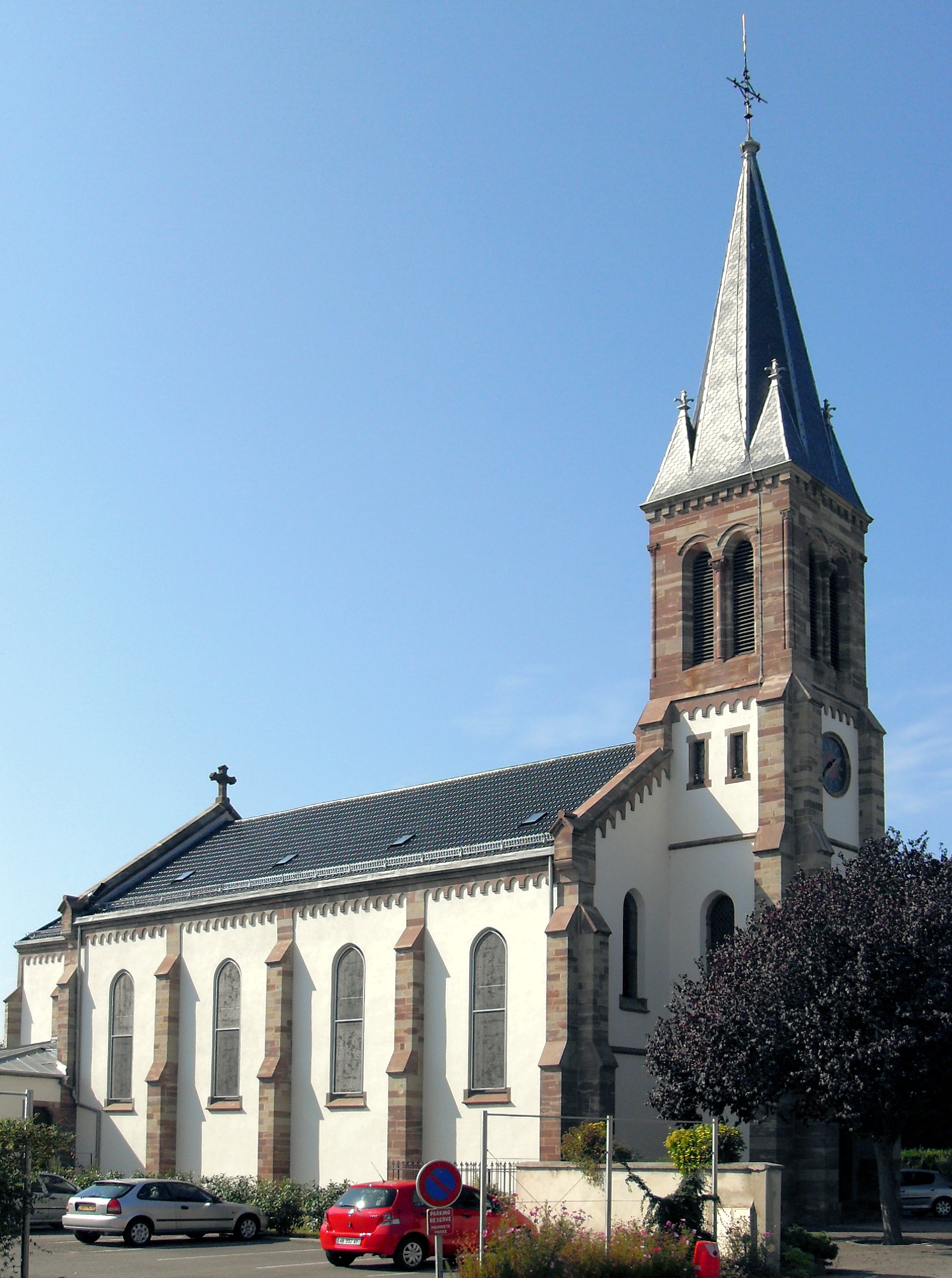
Katholische Kirche in Horbourg
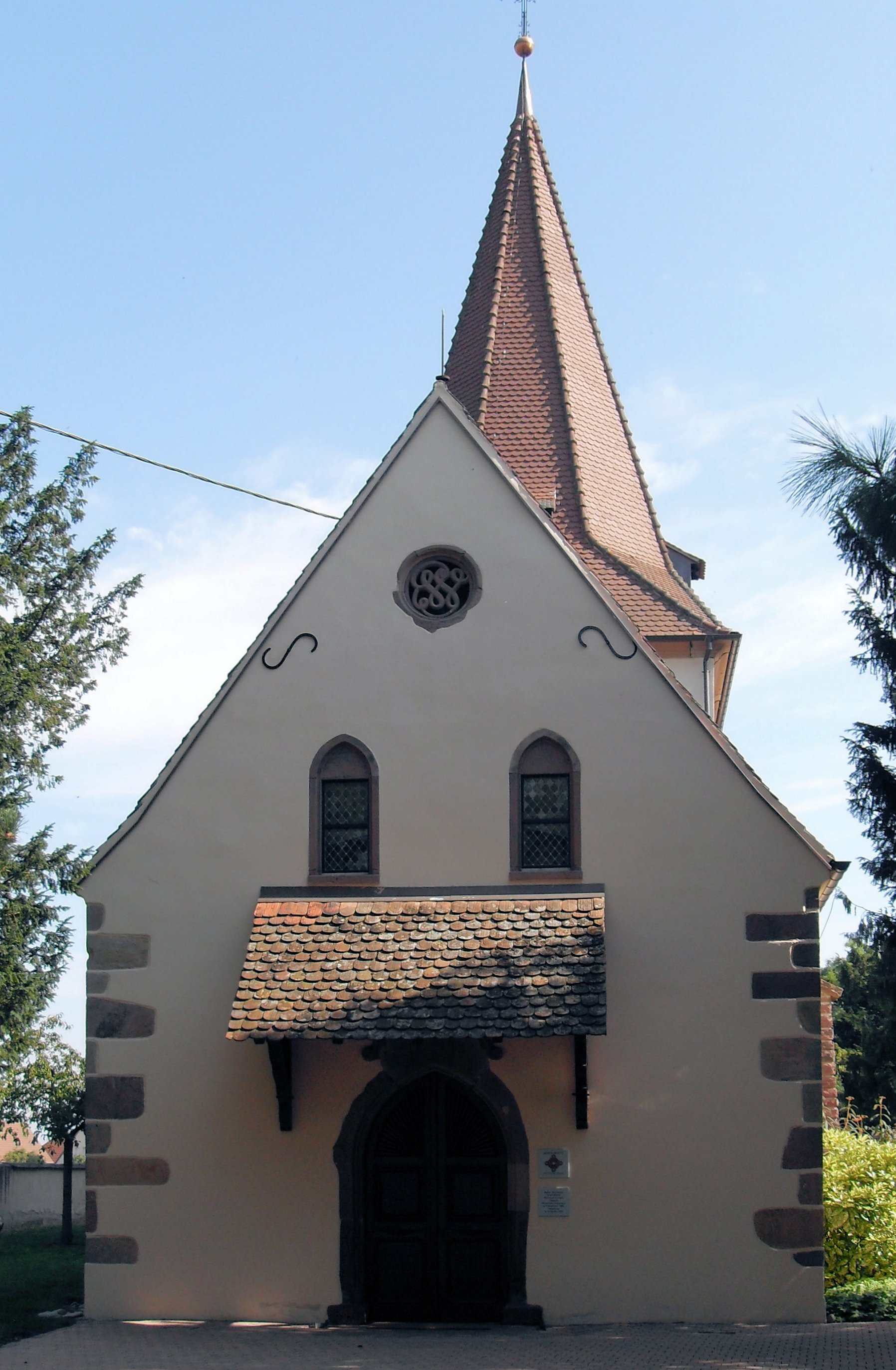
Saint-Michel in Wihr-en-Plaine

Siehe auch: Liste der Monuments historiques in Horbourg-Wihr

## Persönlichkeiten
- Hieronymus Gebwiler (ca. 1480–1545), deutscher Schulmann, Humanist, Schriftsteller und Gegner der Reformation
- Emil Issler (1872–1952), Botaniker und Pionier der Pflanzensoziologie